# Mount-Ada-Basalt
Der Mount-Ada-Basalt ist die erste Formation der zur Warrawoona Group gehörenden Coongan Subgroup in Westaustralien (Pilbara-Kraton). Mit einem Alter von 3470 bis 3430 Millionen Jahren BP stammt die Basaltformation aus dem Mesoarchaikum.

## Stratigraphie
Der Mount-Ada-Basalt folgt diskordant auf die McPhee-Formation bzw. auf die Dresser-Formation. Er wird seinerseits konkordant von der Duffer-Formation überlagert, mit der er sich auch seitlich verzahnen kann. Intrusiv durchsetzt wird der Basalt vom Coppin Gap Granodiorite und vom Munganbrina Monzonite. 
Der 2000 bis 2500 Meter mächtige Mount-Ada-Basalt wird vorwiegend aus massiven, tholeiitischen Kissenbasalten aufgebaut, in die zahlreiche Lagergänge aus Dolerit und Gabbro eingedrungen sind. Untergeordnet treten auch komatiitische Basalte, Cherts, Jaspilite und saure Vulkaniklastika auf.

## Fossilgehalt
Die erstmals in der unterlagerten Dresser-Formation auftretenden Stromatolithen sind stellenweise auch im Mount-Ada-Basalt wieder aufzufinden.

## Lagerstätte
Bei Farrel Well befindet sich eine Kupfer-Nickel-Lagerstätte.

## Metamorphose
Der Mount-Ada-Basalt wurde nach seiner Ablagerung neben der durch die granitischen Intrusionen bewirkten Kontaktmetamorphose von einer Regionalmetamorphose erfasst, die unter den physikalischen Bedingungen der Grünschieferfazies ablief. Die neu entstandenen Metabasalte wurden zu blaugrauen, dunkelgrüngrauen, feinkörnigen Aktinolithgesteinen mit Chlorit, Epidot und Plagioklas umgewandelt. 

## Datierung
Van Kranendonk und Kollegen (2002) weisen dem Mont Ada Basalt ein Alter von 3474 bis 3463 Millionen Jahre BP zu.